# 225276 Leitos
225276 Leitos este o planetă minoră (asteroid) din Asteroid troian al lui Jupiter. A fost descoperită pe 29 septembrie 1973 la Observatorul Palomar de Cornelis Johannes van Houten. 
Obiectul prezintă o orbită caracterizată de o semiaxă mare de 5,2036423654003 UAi, o excentricitate de 0,156, o înclinație de 6,1 ° în raport cu ecliptica.